# Bio's Bahnhof
Bio's Bahnhof was een door Alfred Biolek gepresenteerde show, die plaatsvond in een voormalig treindepot op de donderdag van 21.00 uur tot 22.30 uur.

## Het concept
De opzet was om een breed spectrum van artiesten te laten optreden, van de actuele pop-, blaas- en klassieke muziek tot de hedendaagse muziek, bijvoorbeeld van Karlheinz Stockhausen en Mauricio Kagel. Alfred Biolek voerde voorts gesprekken met de componist en artiest om de toeschouwers voor de voorstelling te boeien. Er hebben in de loop der tijd praktisch alle belangrijke vertegenwoordigers van de hedendaagse muziek in de show opgetreden.
De combinatie was niet onbetwist, maar de redacteurs van de WDR, waaronder de leider van het programmaonderdeel Fernsehspiel, Unterhaltung und Familie Günter Rohrbach, moedigden hem aan om de ingeslagen weg te vervolgen. Vanuit het publiek kwamen geen protesten.
Naast muzikanten kwamen ook grote dansgezelschappen in de show, die echter vrij duur waren. Terwijl bijvoorbeeld Sammy Davis jr. slechts 5000 DM kostte, omdat Fritz Rau hem als reclame voor zijn tournee aanbood, stond achter de gezelschappen geen platenlabel, maar een weinig kapitaalkrachtige organisator.

## Humor
Tijdens de show diende steeds ook een humoristisch nummer voor te komen. De groep Folie Parisienne deed het zelfs zo goed, dat veel toeschouwers een herhaling wilden met dezelfde gezongen titel. De groep bestond uit zes, als Mireille Mathieu verklede mannen, die het lied Akropolis Adieu ten gehore brachten. Er traden ook regelmatig komieken op, zoals Emil Steinberger. 

## Sterren
Ook de sterren dienden anders in de overige shows te verschijnen. Dus zongen ze niet alleen twee actuele titels uit hun repertoire, maar deden ook nog iets aparts. Populair waren duetten van twee artiesten, die normaal niet met elkaar zongen zoals Adriano Celentano met Elke Sommer en  Angelo Branduardi met Esther Ofarim in 1979, Udo Lindenberg met Nana Mouskouri in 1980 en Mario Adorf met Milva in 1982. Ook kon het gebeuren, dat artiesten iets voor hen ongebruikelijks zongen, zoals Helen Schneider met Heideröslein in 1978. Vaak trad Biolek ook als amateur samen met de artiesten op: hij danste meermaals samen met Hazy Osterwald en de Kessler-tweelingen, hij zong met Caterina Valente en hij deed ook mee bij een clowns-act. Deze optredens dienden in contrast te staan tot de perfectie van de professionele artiesten. Alle artiesten zongen zonder uitzondering live, uitgezonderd Vicky Leandros wegens een verkoudheid, waarvan ze zelfs een medisch attest meebracht. De toeschouwers konden dit accepteren na de uitleg van Biolek. De artiesten werden steeds begeleid door het RIAS Tanzorchester of de WDR Big Band Köln.

## Plaats van handeling
De show vond plaats in een voormalig treindepot in Frechen. Het doorslaggevende voordeel van het depot lag daarin, dat treinsporen in normaalformaat naar binnen voerden, zodat men bijkomend naar het hoofdpodium een perron kon bouwen, zodat de gasten met een trein naar binnen konden worden gebracht. Daarvoor werden meestal historische treinen van Rheingold gebruikt, maar ook treinen zoals de Lufthansa Airport Express. Een verdere mogelijkheid bestond daarin, de sporen te gebruiken voor verrijdbare platforms, waarmee de gasten in de hal werden gebracht.
Voor de verlichting van de hal werden schijnwerpers van buiten aan de ramen gesteld. Als garderobe dienden goederenwagons, als kantine een uitgerangeerde personenwagen en als toilet moest men over het plein gaan. Voor de toeschouwers reden speciale trams, waarin muzikanten voor stemming zorgden en een geluidsband afgespeeld werd, waarmee Biolek de reizigers begroette en hun vertelde, waarop ze zich konden verheugen. In de hal had men een seinpaal opgesteld, dat aan het begin van de uitzending op beginnen gesteld werd.

## Onderscheidingen
In 1983 kreeg Biolek voor Bio's Bahnhof de gouden Adolf Grimme-prijs.

## Gasten
- Februari 1978: Kate Bush, Udo Lindenberg
- April 1978: Helen Schneider
- Mei 1978: Eberhard Schoener, The Police
- September 1978: Julien Clerc, The King's Singers, Milva, Daniel Sander met Les Folies Parisiennes
- November 1978: The Three Degrees, Eric Delaney, Daniel Sander met Les Folies Parisiennes, Ilse Werner, Herman van Veen, Helmut Zacharias
- December 1978
- Maart 1979: Reinhild Hoffmann, Asha Puthli, Konstantin Wecker
- Mei 1979: Adriano Celentano, Ivan Rebroff, Ludwig Streicher, Elke Sommer
- Augustus 1979: Bernard van Beurden, Angelo Branduardi, Trude Herr, Mircea Krishan, Esther Ofarim, Daniel Sander met Les Folies Parisiennes
- Oktober 1979: Ingrid Caven, Karl Dall, Peter Maffay, Eberhard Schoener
- December 1979: Tim Curry, Marvelli jr., Sylvie Vartan, Gisela Uhlen, Alexis Weissenberg
- Februari 1980
- April 1980: Tom Deininger, Elke Koska, Udo Lindenberg, Nana Mouskouri, HA Schult
- Mei 1980: Marcia Haydée, Al Jarreau, Udo Jürgens, Elke Koska, HA Schult, Felicia Weathers
- Juli 1980: Edoardo Bennato, Alice & Ellen Kessler, Hildegard Knef, The Human League, Hazy Osterwald, Bernhard Paul
- September 1980: Anke Engelke, André Heller, Nina Hagen, Klaus Nomi, Jérôme Savary, Alexis Weissenberg
- November 1980: Juliette Greco, Pfuri, Gorps & Kniri, Iannis Xenakis, Karl Vibach, Ensemble A Chorus Line van het Theater des Westens
- Februari 1981: Dieter Hallervorden, Biréli Lagrène, Limburger Domsingknaben, Julia Migenes, Joan Orleans, Daniel Sander met Les Folies Parisiennes, Gilbert O'Sullivan
- Juni 1981: Biermösl Blosn, Ernst Fuchs, Stanisław Sojka, Margot Werner
- Augustus 1981: Deutsch-Amerikanische Freundschaft, Julia Migenes, Jacob Sisters, Herman van Veen
- September 1981
- Oktober 1981: Chi Coltrane, Joachim Fuchsberger, Herbert Grönemeyer, Wendelin Haverkamp, Robert Kreis, Jürgen von der Lippe, Edda Moser, Wolfgang Petersen
- November 1981
- December 1981: Benny Goodman, Stephan Sulke
- Januari 1982: Charles Aznavour, José Feliciano, Mülheimer Freiheit, Rosa von Praunheim
- Maart 1982: Mario Adorf, Sammy Davis jr., Milva, Martha Mödl, Dieter Schnebel
- Mei 1982: Karan Armstrong, Kid Creole & the Coconuts, Thomas Freitag, Gitte Hænning, Mario Maya, Billy Preston, UKW
- Juli 1982: Ray Charles
- September 1982: Eisi Gulp, Udo Jürgens, orkest Pepe Lienhard, Peter Maffay, Miriam Makeba, Tangerine Dream
- Oktober 1982: BAP, Rudi Carrell, Klaus Havenstein, Diether Krebs, Beatrice Richter, Michael Heltau, The King's Singers, Barış Manço, Ivo Pogorelich